# Салафитский джихадизм
Салафитский джихадизм (араб. سلفية جهادية‎; также известный как революционный салафизм, джихадистский салафизм) — религиозно-политическая суннитская исламистская идеология, которая стремится установить всемирный халифат. Она характеризуется ведением борьбы и войны против немусульман и оправданием насильственного свержения местных мусульманских правительств как «ближнего врага» с целью установления законов шариата.
Джихадисты салафизма интерпретируют исламские священные писания «в их самом буквальном смысле», что, по утверждению её приверженцев, приведёт к возвращению к истинному исламу.
Некоторые традиционалистские салафитские богословы осудили доктрины салафитского джихадизма как бидаа («нововведение») и «ересь».
К салафитским террористическим организациям относятся: Салафия Джихадия, Аль-Каида, ИГИЛ, Салафитская группа проповеди и джихада, Боко харам, Аш-Шабаб, Хизбут Тахрир, Салафитская армия Абу Бакра, Салафитская армия Джайш аль-Умма, Имарат Кавказ, Дава ФФМ, Die Wahre Religion, Марокканская боевая группа и другие.

## Определения
По словам Мадави аль-Рашида, салафитский джихадизм — это «гибридная конструкция, глубоко укоренившаяся в последние три десятилетия 20 века, которая отчаянно пытается закрепиться в подлинной исламской традиции, но при этом отражает серьёзные заимствования из дискурса Западной современности».
По мнению Мадави аль-Рашида, идеология салафитского джихадизма представляет собой постмодернистский гибрид, истоки которого можно найти в прошлом и настоящем, как в мусульманском, так и в западном мире. Таким образом, современные салафиты-джихадисты являются в первую очередь продуктами современности, а не продолжением традиционных мусульманских обществ. Традиционные защитники своей веры предыдущих эпох, такие как Омар аль-Мухтар, Абд аль-Кадир аль-Джазаири были другой категорией людей, продуктами других социальных обстоятельств, которые стремились освободить оккупированные земли от иностранного империалистического и колониального проникновения. Хотя они и добились солидарности во всем исламском мире, они не были транснациональными игроками.
Первоначально термин «салафиты-джихадисты» был использован французским политологом Жилем Кепелем для обозначения иностранных добровольцев, которые приехали со всего мира, чтобы сражаться за ислам против марксистских сил в Афганистане и потеряли американо-саудовское финансирование и интерес после вывода советских войск, но хотели продолжить джихад в других местах.
Однако, оторванные от своей нации и стремящиеся «рационализировать» свое «существование и поведение», некоторые арабские арабские добровольцы в Афганистане расширили цели своей джихадистской деятельности, включив в них Соединённые Штаты (которые они воспринимали как «величайшего врага веры», несмотря на то, что они поддерживали и вооружали афганских моджахедов), и различные правительства мусульманских стран — которых они считали отошедшими от ислама.

## Принципы
По словам ученого-политолога Жиля Кепеля, салафитский джихадизм сочетал в себе «уважение к священным текстам в их буквальной форме, … с абсолютной приверженностью джихаду, чьей главной целью должна была быть Америка, воспринимаемая как величайший враг веры». Ханбалитский правовед XIII века ибн Таймийя (1328 г. н. э./728 г. хиджры), независимый священнослужитель, известный своими яростными антимонгольскими позициями, является одним из авторитетных классических теологов для многих салафитских джихадистов.
Другой исследователь, Томас Хеггхаммер, выделил 5 целей, которые разделяют салафитские джихадисты:
- Изменение социальной и политической организации государства (примером может служить Вооруженная исламская группа (GIA) и бывшая Салафитская группа проповеди и боя (GSPC), которые боролись за свержение Алжирского правительства и замену его шариатским режимом)[25].
- Установление суверенитета на территории, которая воспринимается как оккупированная или находящаяся под господством немусульман (примером может служить базирующаяся в Пакистане организация «Лашкар-и-Тайба» («Солдаты чистоты») в Кашмире, находящемся под управлением Индии, и в Кавказском эмирате в Российской Федерации)[25].
- Защита мусульманской общины (уммы) от внешних немусульманских предполагаемых угроз, будь то «ближний враг» или «дальний враг» (аль-аду аль-баид, например филиалы салафитской Аль-Каиды, нападающие на Запад)[25].
- Исправление нравственного поведения других мусульман (в Индонезии салафитские экстремисты сначала использовали палки и камни для нападения на тех, чье поведение они считали «отклоняющимся от нормы», а затем перешли к оружию и бомбам)[25].
- Запугивание и маргинализация других мусульманских течений (примером может служить «Лашкар-и-Джангви», которая на протяжении десятилетий совершала террористические атаки на пакистанских шиитов и убийства в Ираке)[25].

Робин Райт отмечает важность салафитских джихадистских группировок:
- формальный процесс принятия присяги на верность (байат) лидеру.
- «мраморизация», то есть притворное разрывание связей с непопулярным мировым движением, когда это «стратегически или финансово выгодно». (Примером может служить разрыв связей с «Аль-Каидой» сирийской группировкой «Фронт ан-Нусра» с одобрения «Аль-Каиды»[26].

Журналист Al Jazeera Джамаль Шариф описывает салафитский джихадизм как сочетание «доктринального содержания и подхода салафизма и организационных моделей организаций „Братьев-мусульман“ . Их девизом стало: „Салафизм в доктрине, современность в конфронтации“».

## История
Египетские исламские движения 1950-х годов обычно считаются предшественниками современных салафитских джихадистских движений. Большое влияние на эти движения оказали теологические взгляды Сайида Рашида Риды (1865—1935 гг. н. э.). Среди его примечательных идей было возрождение традиций ранних поколений (салафов), а также избавление мусульманского мира от западного влияния и джахилии.. Идеи Риды заложили основы будущих салафитско-джихадистских движений и оказали большое влияние на других салафитов, таких как Хасан аль-Банна, Сайид Кутб и других. Рашид Рида яростно выступал против западных идей и иностранного влияния, и его деятельность была сосредоточена на отмене посягательств светских законов по всему мусульманскому миру после Первой мировой войны . Рида считал, что почтение к законам, созданным людьми, равносильно многобожию джахилийи, и выступал за восстановление суннитского халифата, который объединил бы мусульман. Только это, утверждал Рида, наряду с «возвращением к истинному и чистому исламу», примером которого являются принципы салафитского движения, может освободить мусульманский мир от колониализма и восстановить былую исламскую славу Трактаты Риды заложили теологическую основу будущих боевиков, которые в конечном итоге основали движение салафитов-джихадистов.
В большей мере согласовалось с салафитским обновлением создание салафитских политических партий. Хасан аль-Банна основал в 1928 г. в Египте организацию «Братья Мусульмане», а Маулана Абу аль-Аля Маудуди — «Джамаат-и ислами» («Исламское Общество») в 1941 г. в Индии. Оба имели сходные убеждения, особенно в отношении объединения ислама как всеобъемлющего учения для жизни верующего и его или её общины. Их диагноз и рецепты решения проблемы были салафитскими.

### Салафитский джихадизм Саида Кутба
Влияние Саида Кутба, египетского идеолога движения «Братья-мусульмане» на салафитский джихадизм, имело определяющее значение.
Саид Кутб углубил и развил салафитскую идеологию. Саид Кутб пошел дальше своих предшественников, когда настаивал на джихаде для установления настоящего шариатского государства.
Таким образом, предшественниками салафитского джихадизма в первую очередь являются египетский воинствующий салафитский ученый и теоретик Сайид Кутб, который в 1950-х годах разработал «интеллектуальные основы» того, что впоследствии стало доктриной большинства салафитских джихадистских организаций по всему миру, включая «Аль-Каиду» и ИГИЛ. Брат Сайида Кутба, Мухаммад Кутб, был одним из преподавателей салафита Усамы бен Ладена в университете. Сайида Кутба называют «философом Аль-Каиды». Айман аль-Завахири, тоже салафитский джихалист, который был вторым человеком в команде и одним из основателей «Аль-Каиды», называл Кутба «самым выдающимся теоретиком фундаменталистских движений».
Доктрина кутбизма в интерпретации ислама подчеркивает, что светские, неверные мусульманские лидеры и население склонны подражать западному образу жизни, и что прежде чем наступит какое-либо процветание, мусульманский мир должен вернуться к законам шариата эпохи халифата вместо «законов, созданных людьми». Он выступил с идеологическими и религиозными дебатами, заявив, что насильственные методы оправданы в соответствии с исламским законом ради такой великой цели, как возвращение «дней славы» Исламского государства, и эти методы часто ведут к победоносной насильственной священной войне (джихаду) против Запада.
29 августа 1966 года салафитский идеолог Сайид Кутб был казнен через повешение режимом египетского президента Гамаля Абдель Насера за его предполагаемую роль в заговоре с целью убийства президента. Это позже изобразило его как шахида (поклонники часто называли его Сайид Кутб аль-Шахид) среди сторонников, особенно потому, что суд, как утверждалось, был показательным. Кутб написал свои основные салафитские труды (комментарий к Корану «Фи зилал аль-Куран» («Под сенью Корана») и «Маалим фи-ль-Тарик» («Вехи»)), находясь в заключении и предположительно подвергаясь пыткам. Это, наряду с его якобы внесудебной казнью, повысило ценность этих двух основных трудов, придав его радикальной, насильственной салафитской доктрине, изложенной в его трудах, более сильное влияние на будущие салафитские террористические организации.

### Салафитский джихадизм после Кутба
Сокрушительное поражение различных арабских государств в Шестидневной войне 1967 года привело к делегитимации социалистического режима. Их гибель создала благоприятную почву для движения «салафийя», которое распространилось по всему арабскому миру, а также по всему исламскому миру. Развитие нефтяной промышленности в странах Персидского залива также привлекло большое количество рабочей силы. Рабочие приняли салафитские доктрины и основали салафитские организации, вернувшись в свои родные страны.
Начиная с 1970-х годов различные джихадистские группировки пытались идеализировать традиционную салафию, представляя её как тотальную политическую систему, основанную на доктринах Сайида Кутба. Большинство салафитов традиционно рассматривали салафизм как академическое движение, возрождающее религиозную веру мусульман посредством обучения и преданного следования исламским предписаниям. Кроме того, салафиты выступали за то, чтобы салафизм оставался свободным от политики. Однако некоторые салафитские джихадисты стремились к установлению салафитской системы насильственными методами, основываясь на концепциях Сайида Кутба о хакимийе (верховенстве Бога).
Салафиты-джихалисты выступали за всемирный джихад с явным политическим подтекстом, чтобы бороться за освобождение мусульман за пределами национальных границ. Это движение стало известно как салафитско-джихадистское. Такие салафитские организации, как «Такфир валь-Хиджра», которые похитили и убили бывшего министра Египта в 1978 году, также вдохновили салафитскую группировку «Аль-Каиду» на некоторые «тактики и методы».

## Распространение
Жиль Кепель пишет, что салафиты, с которыми он столкнулся в Европе в 1980-х годах, были «совершенно аполитичны». Однако к середине 1990-х годов он встретил некоторых людей, которые считали, что салафитский джихад в форме «насилия и терроризма» был «оправдан для достижения их политических целей». Смешение многих салафитов, отчужденных от основного европейского общества, с воинствующими джихадистами создало «гремучую смесь».
В 1990-х годах боевики из «Аль-Джамаа аль-Исламия» принимали активное участие в террористических атаках на полицию, чиновников и иностранных туристов в Египте, а «Вооруженная исламская группа Алжира» была основной салафитской группировкой в гражданской войне в Алжире.
В Афганистане талибы были приверженцами деобандийской, а не салафитской школы ислама, но они тесно сотрудничали с салафитом Усама бен Ладеном и различными лидерами салафитов-джихадистов.
В своем исследовании Сет Джонс из Rand Corporation обнаружил, что численность и активность салафитов-джихадистов возросли с 2007 по 2013 год. Согласно его исследованию:
- Число салафитских джихадистских группировок увеличилось более чем на 50 % с 2010 по 2013 год, используя Ливию и некоторые районы Сирии в качестве убежища.
- Число салафитских джихадистов «более чем удвоилось с 2010 по 2013 год» по самым низким и самым высоким оценкам. Война в Сирии была самым важным объектом притяжения для бойцов-салафитов-джихадистов.
- Атаки и теракты салафитских джихадистских группировок, связанных с «Аль-Каидой» («Исламское государство Ирака и Леванта», «Аш-Шабааб», «Джабхат ан-Нусра» и «Аль-Каида на Аравийском полуострове»)
- Несмотря на традиционную направленность салафитской группировки «Аль-Каиды» на «дальнего врага» (США и Европу), примерно 99 % атак «Аль-Каиды» и её филиалов в 2013 году были направлены против целей «ближнего врага» (в Северной Африке, в Арабских странах, в Передней Азии и в других регионах за пределами Запада)[45].

Мурад аль-Шишани из Jamestown Foundation утверждает, что существовало три поколения салафитов-джихадистов: те, кто вел джихад в Афганистане, Боснии и Ираке . По состоянию на середину 2000-х годов арабские салафитские боевики в Ираке были «последним и наиболее важным событием мирового движения салафитов-джихадистов». Эти бойцы, как правило, не были иракцами, а добровольцами, приехавшими в Ирак из других стран, в основном из Саудовской Аравии . В отличие от более ранних действий салафитов-джихадистов, египтяне «больше не являются главной этнической группой». По словам Брюса Ливси, салафитские джихадисты в настоящее время «растут в Европе, предприняв более 30 попыток террористических атак в странах ЕС» с сентября 2001 года по начало 2005 года.

## Лидеры и теоретики
Ранними идеологами движения были арабские ветераны афганского джихада: Абу Катада аль-Филистини, сириец Абу Мусаб, Абу Хамза аль-Масри, и другие. Салафитская идеология кутбизма по-разному определялась как идеологическая основа движения, и тесно связанной салафитской идеологией, или разновидность революционного салафизма. 
В то время как салафизм имел незначительное присутствие в Европе в 1980-х годах, салафитские джихадисты к середине 2000-х годов приобрели «растущее присутствие в Европе, предприняв более 30 попыток террористических атак в странах ЕС с 2001 года». В то время как многие считают, что влияние и деятельность салафитских джихадистов идут на спад после 2000 года (как минимум, в США), другие считают, что движение растет после Арабской весны. 
Шагом по направлению к началу мирового «салафитского джихадизма» стало объявление 8 августа 1996 года Усамой бен Ладеном «Войны против американцев, занявших землю Двух Святынь».
Самым известным лидером салафитских джихадистов был Усама бен Ладен. Саудовские проповедники-диссиденты Салман аль-Уда и Сафар аль-Хавали пользовались большим уважением в этой школе. Лидер «Аль-Каиды» Айман Аль-Завахири похвалил Сайида Кутба, заявив, что призыв Кутба стал идеологическим вдохновением для современного движения салафитов-джихадистов.
Другие ведущие фигуры в салафитском джихадистском движении включают Анвара аль-Авлаки, бывшего лидера «Аль-Каиды» на Аравийском полуострове (АКАП); Абу Бакар Башир, лидер запрещенной индонезийской боевой группировки (Джемаа Исламия); Насир аль-Фахд, саудовский салафитско-джихадистский ученый, выступающий против саудовского государства и, как сообщается, присягнувший на верность ИГИЛ.
Мохаммед Юсуф, основатель нигерийской салафитской группировки «Боко Харам»; Омар Бакри Мухаммад, Абу Бакр аль-Багдади, лидер «ИГИЛ»; и другие также являются приверженцами салафизма.

## По странам

### Франция
Во Франции в 2015 году полиция заявила, что «Салафизм» представлен в 90 из 2500 исследованных религиозных общин, что вдвое больше, чем пять лет назад. В ноябре и декабре 2016 года власти закрыли четыре салафитские мечети в Эквильи, мечеть Эль-Ислах в Вилье-сюр-Марн и две в Сен-Сен-Дени (Клиши-су-Буа и Стэн).
В декабре 2017 года мечеть салафитов-джихадистов в Марселе была закрыта властями за проповеди о жестоком салафитском джихаде. В августе 2018 года, после того как Европейский суд по правам человека одобрил это решение, французские власти депортировали салафитско-джихадистского проповедника Эльхади Дуди на его родину в Алжир из-за его радикальных посланий, которые он распространял в Марселе.

### Германия
По данным Deutsche Welle, «Салафизм» — это растущее движение в Германии, чья цель — создание халифата — несовместима с западной демократией.
По данным Федерального агентства по гражданскому образованию Германии, почти все исламские террористы являются «салафитами», но не все салафиты являются террористами.
Призыв к созданию религиозного государства в форме халифата означает, что салафиты отвергают верховенство закона и суверенитет народной власти . Салафитский взгляд на гендер и общество приводит к дискриминации и подчинению женщин.
По оценкам немецкой службы внутренней разведки, число членов организации выросло с 3800 в 2011 году до 7500 в 2015 году. В Германии большая часть вербовки в движение осуществляется через Интернет, а также на улицах, пропагандистская кампания, которая в основном привлекает молодежь. Существует два идеологических лагеря: один из них пропагандирует салафитский активизм и направляет свои усилия по вербовке на немусульман и мусульман-несалафитов, чтобы получить влияние в обществе. Другое и меньшинство движения, джихадистский салафизм, выступает за обретение влияния путем применения насилия. Почти все выявленные террористические ячейки в Германии вышли из салафитских кругов.
В 2015 году Зигмар Габриэль, вице-канцлер Германии, выступил с заявлением: «Нам нужна Саудовская Аравия для разрешения региональных конфликтов, но в то же время мы должны ясно дать понять, что время отворачиваться прошло. Ваххабитские мечети по всему миру финансируются Саудовской Аравией. В Германии многие опасные салафиты происходят из этих общин» В ноябре 2016 года были проведены общенациональные рейды на салафитскую террористическую организацию Die Wahre Religion.
По данным Федерального ведомства по защите конституции в Кельне, число салафитов в Германии выросло с 9700 в декабре 2016 года до 10 800 в декабре 2017 года. В дополнение к росту, салафитское движение в Германии становилось все более раздробленным, что затрудняло контроль за ним со стороны властей. По данным офиса, уличные распространения Корана стали происходить реже, что было расценено как успех властей. Радикализация изменила характер: если раньше она происходила в мечетях и межрегиональных салафитских организациях, то теперь она чаще происходит в небольших кругах, которые все чаще формируются в Интернете. Дальнейшим развитием событий стал рост участия женщин. По данным FFGI Франкфуртского университета имени Гёте, ваххабистская идеология распространяется в Германии, как и в других европейских странах, в основном через ряд неформальных, личных и организационных сетей, в которых активно участвуют организации, тесно связанные с правительством Саудовской Аравии, такие как Всемирная мусульманская лига (WML) и Всемирная ассоциация мусульманской молодежи.
В феврале 2017 года немецкая салафитская мечетная организация Berliner Fussilet-Moscheeverein была запрещена властями. Говорят, что среди посетителей был Анис Амри, совершивший теракт с использованием грузовика в Берлине в 2016 году. В марте 2017 года немецкая «салафитская» общественная организация Deutschsprachige Islamkreis Hildesheim также была запрещена после того, как следователи обнаружили, что её члены готовились отправиться в зону конфликта в Сирии, чтобы сражаться на стороне «Исламского государства». По данным Федерального агентства по гражданскому образованию, эти примеры показывают, что некоторые салафитские мечети не только занимаются религиозными вопросами, но и готовят тяжкие преступления и террористическую деятельность.

### Швеция
Представители мечети в Евле пропагандируют этот вариант ислама, который в Швеции считается крайним. По словам исследователя Аже Карлбома из Университета Мальмё, организацией, стоящей за миссионерской работой, является Шведский объединённый центр призыва, сокращенно SUDC. Исследователь религиозной истории Стокгольмского университета характеризует SUDC как салафитскую группу, имеющую много связей с британским мусульманином Абдуром Рахимом Грином. По словам профессора Мохаммеда Фазлхашеми, салафиты-джихадисты выступают против рациональной теологии и больше всего ненавидят мусульман-шиитов.
В Хесслехольме Ljusets moské (в переводе «мечеть света») распространяет идеологию салафитов и изображает мусульман-шиитов в социальных сетях как вероотступников и предателей, в то время как зверства Исламского государства никогда не упоминаются. В 2009 году имам мечети Абу аль-Харет был приговорен к шести годам тюремного заключения за покушение на убийство местного мусульманина-шиита из Ирака, а другой член поджег шиитскую мечеть в Мальмё. 
По словам Анаса Халифа, движение салафитов присутствует почти в каждой крупной мечети Швеции «в той или иной форме».

### Великобритания
В отчете говорится, что страны Ближнего Востока оказывают финансовую поддержку мечетям и исламским образовательным учреждениям, которые связаны с распространением «салафитско-джихадистских» материалов, разоблачающих «нелиберальную, фанатичную» идеологию.

### В России
В 1980-е годы среди советских мусульман стали распространяться идеи салафизма. Сторонники «чистого ислама», как они себя называли, заметно выделялись из основной массы верующих активным неприятием «безбожного» общества, оппозицией к «официальному» мусульманскому духовенству и критическим отношением к «народному исламу». За ними прочно закрепилось наименование «ваххабитов», хотя они таковыми себя не считали и в отличие от «истинных» ваххабитов они не принадлежали к ханбалитскому мазхабу. В 1990-е годы Северный Кавказ стал тем регионом России, где конфронтация между сторонниками «чистого» и «традиционного» ислама стала наиболее острой. Созданная в июне 1990 года Исламская партия возрождения выступала за построение «чисто исламского» государства, основанного на шариате.
Осенью 1991 года чеченские национал-радикалы во главе с генералом Дудаевым пришли к власти на большей части Чечено-Ингушетии и провозгласили независимую Чеченскую республику, с 1993 года названную «Чеченская Республика Ичкерия». Салафитские джихадисты поддерживали чеченских сепаратистов и считали «национальную революцию» первым шагом на пути к построению в Чечне исламского государства. В мае 1998 года ответ на попытки властей Дагестана покончить с присутствием «ваххабитов» в селах Карамахи, Чабанмахи и Кадар, лидеры местных «джамаатов» объявили эти села «исламской территорией, управляемой нормами шариата» (смотри статью Кадарская зона).
В Чечне после прекращения военных действий в августе 1996 года новый президент республики Зелимхан Яндарбиев взял курс на ускоренную исламизацию. В Чечню для «утверждения шариата» был приглашён лидер дагестанских радикальных салафитов Багауддин Магомедов. В сентябре 1996 года своим указом Яндарбиев упразднил в Чечне светские суды и ввел исламский уголовный кодекс, ислам провозгласили государственной религией. Шариатские гвардейцы не только задерживали и наказывали палками любителей спиртного, торговцев водкой и пивом, но и мешали проведению свадеб и молодёжных вечеринок, запрещали песни, танцы и т. п. Это вызвало всеобщее недовольство, тем более, что процветало вымогательство — часто за взятку нарушитель исламской морали мог рассчитывать на избавление от «шариатского» наказания. Против засилья «ваххабитов» выступали муфтий республики Ахмад-Хаджи Кадыров и ряд других представителей мусульманского духовенства Чечни.
В первых числах августа 1999 года салафитские террористы под командованием Хаттаба и Басаева вошли со стороны Чечни на территорию двух горных дагестанских районов и провозгласили создание в Дагестане «исламского государства». Федеральные войска выбили боевиков с территории Дагестана, в ходе этой военной операции был установлен контроль официальных властей и над тремя «ваххабитскими» селами. С конца сентября началась полномасштабная «вторая чеченская война».
Установление контроля федеральных сил над Чечнёй в ходе второй чеченской войны привело к «выдавливанию» радикальных исламистов в другие республики Северного Кавказа — Дагестан, Ингушетию, Кабардино-Балкарию и Карачаево-Черкесию (см. статью Последствия Второй чеченской войны). В этих республиках в 1990-х — начале 2000-х годов власти совершали немало ошибочных карательных действий в отношении широкого круга верующих мусульман, что привело к расширению среди них протестных настроений. Сепаратисты умело воспользовались этим для вербовки сторонников. Они создали сеть подпольных сепаратистских общин (джамаатов).
Основным очагом салафитского терроризма в России остается Северный Кавказ, но среди исламистских террористов встречаются также выходцы из Татарстана и Башкирии, а также живущие в России мигранты из государств Средней Азии.

## Методики правления
В ряде мест и периодов джихадисты брали под контроль территорию и управляли ею как шариатским государством, например, ИГИЛ в Сирии и Ираке.
Среди салафитских джихадистов установление бескомпромиссной формы законов шариата является основной ценностью и целью, но стратегии относительно того, как быстро это следует сделать, различаются. Наблюдатели, такие как журналист Роберт Уорт, описывают салафитских джихадистов как людей, которые разрываются между желанием постепенно построить подлинно исламский порядок снизу вверх, чтобы избежать отчуждения мусульман, не являющихся джихадистами (желание Усамы бен Ладена), и нежеланием ждать создания шариатского государства.

В Зинджибаре (Йемен) АКАП создала «эмират», который просуществовал с мая 2011 года по лето 2012 года. Он подчеркивал (и рекламировал в СМИ) «необычно мягкое» хорошее управление на завоеванной территории вместо строгого соблюдения законов шариата — восстановление инфраструктуры, подавление бандитизма и разрешение правовых споров. Один из ветеранов джихада в Йемене так описал подход боевиков к местному населению:
Когда дело касается религиозных практик, к ним следует подходить постепенно. Нельзя бить людей за употребление алкоголя, если они даже не знают основ молитвы. Сначала нам нужно прекратить совершать большие грехи, а затем постепенно переходить к меньшим и меньшим. … Постарайтесь избегать применения исламских наказаний, если только вас не заставляют это делать
. Однако «милосердие АКАП иссякло под давлением войны», и территория была возвращена правительству. Провал этой модели (по словам корреспондента New York Times Роберта Уорта), возможно, «преподал» джихадистам урок о необходимости внушать страх.
Считается, что ИГИЛ использовало в качестве образца манифест под названием «Управление дикостью». В манифесте подчеркивается необходимость создания зон «дикости», то есть беззакония, на территории противника. Как только враг будет слишком истощен и ослаблен беззаконием (особенно терроризмом), чтобы продолжать попытки управлять своей территорией, на его месте может быть создано ядро нового халифата. Автор «Управления дикостью» не уделял особого внимания завоеванию симпатий местных мусульман, вместо этого он уделял большое внимание использованию крайнего насилия, написав, что: «Тот, кто ранее участвовал в джихаде, знает, что это не что иное, как насилие, грубость, терроризм, запугивание [других] и резня — я говорю о джихаде и борьбе, а не об исламе, и их не следует путать». (Сообщения в социальных сетях с территории ИГИЛ «предполагают, что отдельные казни происходят более или менее постоянно, а массовые казни происходят каждые несколько недель», по словам журналиста Грэма Вуда).

### Взгляды на насилие
В последние годы салафитская методология стала ассоциироваться с джихадом экстремистских группировок, выступающих за убийство невинных мирных жителей. Европейский парламент в докладе, подготовленном в 2013 году, заявил, что салафитско-джихадистские группировки участвуют, в основном через саудовские благотворительные организации, в поддержке и поставках оружия повстанческим группировкам по всему миру.
Некоторые ученые-салафиты, поддерживают насильственный экстремизм. Египетский салафитско-джихадистский священнослужитель Махмуд Шаабан «выступил на религиозном телеканале, призывая к смерти главных деятелей оппозиции Мохаммеда Эль-Барадея — лауреата Нобелевской премии мира — и бывшего кандидата в президенты Хамдина Сабахи».

## Осуждения и вызовы со стороны мусульман
Многие мусульманские лидеры, ученые и десятки исламских советов осудили салафитский джихадизм как отклонение. Многочисленные исламские ученые, несалафитского толка, написали трактаты, в которых они сравнивали определённые салафитские джихадистские группы, такие как «ИГИЛ», с хариджитами.
Некоторые ученые, западные политические институты и политологи утверждают, что салафитский джихадизм может стать воротами к насильственному экстремизму и терроризму.
По мнению Западных исследователей, препятствиями в борьбе с салафитским джихадизмом являются финансирование из богатых нефтью стран Персидского залива и частные пожертвования, которые трудно отследить, усилия Саудовской Аравии по распространению движения салафитского джихадизма по всему мусульманскому миру, недовольство западной гегемонией, авторитарными арабскими режимами, ощущением беззащитности перед иностранной агрессией и тем, что «мусульманская кровь стоит дёшево», слабое управление, экстремистские салафитские проповеди, противоречащие умеренным голосам, и другие проблемы.
Голландский политолог Алекс П. Шмид утверждает:
«Салафитский джихадизм сумел утвердиться в качестве доминирующей идеологии восстания в начале 21-го века, так же как фашизм и коммунизм были самыми жестокими идеологиями двадцатого века. На короткий момент в 2011 году Арабская весна с её ненасильственными массовыми демонстрациями, казалось, предложила альтернативную модель восстания в отсутствие демократических режимов, но когда эти массовые восстания были подавлены во всех странах, кроме Туниса, салафитский джихадизм как немассовый метод борьбы с репрессиями и иностранным вмешательством одержал верх в умах многих воинствующих молодых людей».

## Группировки
По данным Сета Г. Джонса из корпорации RAND, по состоянию на 2014 год существовало или существовало в последнее время около 50 салафитско-джихадистских группировок («присутствующие» в списке указывает на то, что группа продолжала существовать по состоянию на 2014 год).
| Название группировки                                   | Локация                                      | Годы         |
| ------------------------------------------------------ | -------------------------------------------- | ------------ |
| Аль-Каида                                              | Саудовская Аравия, Пакистан                  | 1988 — н. в. |
| Салафия Джихадия (Ас Сират аль Мустаким)               | Марокко, Испания                             | 1995 — н. в. |
| Салафитская группа проповеди и джихада                 | Алжир                                        | 1998 — н. в. |
| ИГИЛ                                                   | Сирия, Ирак                                  | 2004 — н. в. |
| Боко харам                                             | Нигерия                                      | 2003 — н. в. |
| Бригады Абдуллы Аззама                                 | Ливан, Саудовская Аравия                     | 2009 — н. в. |
| Абу Сайяф (ASG)                                        | Филиппины                                    | 1991 — н. в. |
| Аден-Абиан исламская армия                             | Йемен                                        | 1994 — н. в. |
| Аль-Иттихад аль-исламийа (AIAI)                        | Сомали, Эфиопия                              | 1994—2002    |
| Аль-Каида на Аравийском полуострове                    | Саудовская Аравия                            | 2002—2008    |
| Ат-Такфир ва-ль-Хиджра                                 | Египет                                       | 2011 — н. в. |
| Аль-Муласамун (Мухтар Белмухтар)                       | Мали, Ливия, Алжир                           | 2012—2013    |
| Аль-Мурабитун (Мухтар Белмухтар)                       | Мали, Ливия, Алжир                           | 2013—2017    |
| Альянс нового освобождения Сомали Союз исламских судов | Сомали, Эритрея                              | 2006—2009    |
| Ансар аль-ислам                                        | Ирак                                         | 2001 — н. в. |
| Ансар аль-Шариа (Египет)                               | Египет                                       | 2012 — н. в. |
| Ансар Байт аль-Макдис (Ансар Иерусалим)                | Сектор Газа, Египет (Синайский полуостров)   | 2012 — н. в. |
| Ансару                                                 | Нигерия                                      | 2012 — н. в. |
| Асбат аль-Ансар (AAA)                                  | Ливан                                        | 1985 — н. в. |
| Бойцы исламского освобождения Бангсаморо               | Филиппины                                    | 2010 — н. в. |
| Чеченская Республика Ичкерия                           | Россия (Чечня)                               | 1994—2007    |
| Исламское движение Восточного Туркестана               | Китай (Синьцзян-Уйгурский автономный район)  | 1989 — н. в. |
| Египетский исламский джихад (EIJ)                      | Египет                                       | 1978-2001    |
| Харакат аш-Шабаб                                       | Сомали                                       | 2002 — н. в. |
| Харакат аль Шуада аль исламия                          | Ливия                                        | 1996—2007    |
| Ансар ад-Дин                                           | Мали                                         | 2011—2017    |
| Хизбул-Ислам                                           | Сомали                                       | 2009—2010    |
| Имарат Кавказ (IK)                                     | Россия (Чечня)                               | 2007 — н. в. |
| Индийские моджахеды                                    | Индия                                        | 2005 — н. в. |
| Союз исламского джихада                                | Узбекистан                                   | 2002 — н. в. |
| Исламское движение Узбекистана (IMU)                   | Узбекистан, Кыргызстан                       | 1997 — н. в. |
| Джебхат ан-Нусра                                       | Сирия                                        | 2011 — н. в. |
| Джаиш уль-Адль                                         | Иран                                         | 2013 — н. в. |
| Армия ислама                                           | Сектор Газа, Египет (Синайский полуостров)   | 2005 — н. в. |
| Джайш аль Умма ас-Салафи                               | Сектор Газа                                  | 2007 — н. в. |
| Джамаат Ансар Байт аль-Макдис                          | Египет (Синайский полуостров)                | 2011 — н. в. |
| Джамаат Ансаруллах                                     | Таджикистан                                  | 2010 — н. в. |
| Джамаа Ансару Таухид                                   | Индонезия                                    | 2008 — н. в. |
| Джемаа Исламия (JI)                                    | Индонезия, Малайзия, Филиппины, Сингапур     | 1993 — н. в. |
| Джунуд Аллах                                           | Пакистан                                     | 2003 — н. в. |
| Джунд аш-Шам                                           | Ливан, Сирия, Сектор Газа, Катар, Афганистан | 1999—2008    |
| Халифа исламия Минданао                                | Филиппины                                    | 2013 — н. в. |
| Лашкар-е-Тайба                                         | Пакистан и Индия (Кашмир)                    | 1990 — н. в. |
| Ливийская исламская боевая группа (LIFG)               | Ливия                                        | 1990 — н. в. |
| Марокканская исламская боевая группа (GICM)            | Марокко, Западная Европа                     | 1998 — н. в. |
| Движение за единство и джихад в Западной Африке        | Мали                                         | 2011—2013    |
| Мухаммад Жамал Нетворк                                 | Египет                                       | 2011 — н. в. |
| Мужахидин Шура Коунсил                                 | Сектор Газа, Египет (Синайский полуостров)   | 2011 — н. в. |
| Джамаат ат-Таухид валь-Джихад                          | Ирак                                         | 1999—2004    |
| Тунисская боевая группа                                | Тунис, Западная Европа                       | 2000—2011    |

К «салафитским» джихадистским группировкам относятся «Аль-Каида», ныне несуществующая «Алжирская вооруженная исламская группа» (ВИГ) и египетская группировка «Аль-Гамаа аль-Исламия», которая все ещё существует.
Во время гражданской войны в Алжире 1992—1998 годов ВИГ была одной из двух основных салафитских вооруженных группировок (вторая — Армия Исламского спасения, то есть АИС), сражавшихся с алжирской армией и силами безопасности. Остатки ВИГ продолжили свою деятельность как «Салафитская группа проповеди и боя», которая с 2015 года называет себя «Аль-Каидой в странах исламского Магриба».

### Аль-Каида
Возможно, самой известной и эффективной салафитской джихадистской группировкой была «Аль-Каида». «Аль-Каида» произошла от «Мактаб аль-Хидамат» (МАК) или «Офиса служб», мусульманской организации, основанной в 1984 году для сбора и распределения средств, а также вербовки иностранных моджахедов для войны против Советского Союза в Афганистане. Она была основана в Пешаваре, Пакистан, Усамой бен Ладеном и Абдуллой Юсуфом Аззамом . Когда стало очевидно, что джихад вынудил советских военных отказаться от своей миссии в Афганистане, некоторые моджахеды призвали к расширению своих операций, включив в них борьбу исламистов в других частях мира, и 11 августа 1988 года бен Ладеном была сформирована «Аль-Каида». Члены должны были давать обет (баят) следовать за своими начальниками. «Аль-Каида» делала акцент на джихаде против «дальнего врага», под которым она подразумевала Соединённые Штаты. В 1996 году оно объявило о джихаде с целью изгнания иностранных войск и интересов с территорий, которые оно считало исламскими, а в 1998 году издало фетву, призывающую мусульман убивать американцев и их союзников, где и когда только возможно. Среди наиболее заметных актов насилия были взрывы посольств США в Дар-эс-Саламе и Найроби в 1998 году, в результате которых погибло более 200 человек. 
Самой крупной  террористической операцией считаются теракты 11 сентября против Соединённых Штатов.
По словам Мохаммеда М. Хафеза, «по состоянию на 2006 год двумя основными группами в лагере джихадистов-салафитов» в Ираке были Совет шуры моджахедов и группа «Ансар аль-Сунна». В Азербайджане также действует ряд небольших джихадистских салафитских групп.
Группировка, возглавлявшая салафитское повстанческое движение на юге Таиланда в 2006 году и осуществившая большинство нападений и трансграничных операций, BRN-Koordinasi, поддерживает идеологию салафизма. Она работает в слабо организованной, строго подпольной системе ячеек, зависящей от руководства со стороны религиозных лидеров жесткой линии.

### ИГИЛ
В Сирии и Ираке и «Джабхат ан-Нусра», и ИГИЛ описываются как салафитско-джихадистские группировки. Хассан Хассан, пишущий после побед ИГИЛ в Ираке, считает, что ИГИЛ является отражением «идеологической перестройки традиционного салафизма суннитского ислама» со времен Арабской весны, когда салафизм, «традиционно обращенный внутрь себя и лояльный политическому истеблишменту», «постоянно, хотя и медленно» подрывался салафитским джихадизмом.

### Джабхат ан-Нусра
«Джабхат ан-Нусра» описывается как имеющая «жесткую салафитско-джихадистскую идеологию» и являющаяся одной из «самых эффективных» групп, борющихся с режимом.

### Аль-Гамаа аль-Исламия
«Аль-Гамаа аль-Исламия», ещё одна салафитская джихадистская организация. Салафитская группировка вела мятеж против египетского правительства с 1992 по 1998 год, в ходе которого было убито не менее 800 египетских полицейских и солдат, террористов и мирных жителей. За пределами Египта он наиболее известен нападением в ноябре 1997 года на храм Хатшепсут в Луксоре, когда пятьдесят восемь иностранных туристов, оказавшихся в ловушке внутри храма, были выслежены, зарублены и расстреляны. Группировка объявила о прекращении огня в марте 1999 года, хотя по состоянию на 2012 год она все ещё ведет джихад против баасистского сирийского режима.

### Джунд Ансар Аллах
«Джунд Ансар Аллах» является или являлась вооруженной салафитской джихадистской организацией в секторе Газа . 14 августа 2009 года духовный лидер группировки шейх Абдель Латиф Мусса во время пятничной проповеди объявил о создании исламского эмирата на палестинских территориях, нападая на правящую власть, исламистскую группировку ХАМАС, за неспособность обеспечить соблюдение законов шариата. Силы ХАМАС отреагировали на его проповедь, окружив комплекс мечети Ибн Таймия и атаковав его. В ходе последовавших за этим боев 24 человека (включая самого шейха Абдель Латифа Муссу) были убиты и более 130 получили ранения.
В 2011 году салафитские джихадисты активно участвовали в протестах против короля Иордании Абдаллы II  и в похищении и убийстве итальянского активиста движения за мир Витторио Арригони в контролируемом ХАМАС секторе Газа.

### Имарат Кавказ
В северокавказском регионе России Имарат Кавказ заменил национализм Чечни и Дагестана жесткой салафитско-такфиристской джихадистской идеологией. Они чрезвычайно сосредоточены на соблюдении концепции таухида (чистого монотеизма) и яростно отвергают любую практику ширка, таклида, иджтихада и бид’а . Они также верят в полное разделение между мусульманами и немусульманами, пропагандируя «Аль-Вала валь-Бара» и объявляя такфир любому мусульманину, который (по их мнению) является мушриком (политеистом) и не возвращается к соблюдению таухида и строгому буквальному толкованию Корана и Сунны, как следовали Мухаммед и его сподвижники (сахабы).

### Боко Харам
«Боко Харам» в Нигерии — это салафитская джихадистская группировка, которая убила десятки тысяч людей, вынудила 2,3 миллиона человек покинуть свои дома.

### Салафия Джихадия
Салафия Джихадия — это салафитская джихадисткая организация, которая была активна в Марокко и Испании . Имела связи с «Аль-Каидой» и Марокканской исламской боевой группой . Группировка стала широко известной после терактов в городе Касабланка в 2003 году, когда 12 террористов-смертников убили 33 человек, а 100 были ранены . Основана в начале 1990-х годов ветеранами советско-афганской войны — моджахедами. После десятилетия тайной деятельности Салафия Джихадия начала публично появляться в Марокко вместе с демонстрациями в Марокко в рамках Арабской весны в 2011 году. После освобождения нескольких радикальных членов группировки некоторые его идеологические лидеры смягчили свою критику короля. В 2014 году это начало вызывать раскол в движении, поскольку некоторые члены вместо этого присоединились к ИГИЛ, что было отвергнуто другими. Духовным лидером и основателем группы является Мухаммад Физази, бывший имам мечети Аль-Кудс (которая была закрыта немецкими властями в 2010 году). Физази был арестован в 2003 году и приговорен к 30 годам тюремного заключения за радикальные заявления и связь со взрывами в городе Касабланка.

## Законодательный запрет салафизма

### Конференция в Грозном с призывом запретить салафизм
Конференция в чеченской столице, городе Грозном, была созвана для обсуждения злоупотребления исламскими идеями с целью распространения экстремизма и установления критериев определения истинных последователей сунны (ахли сунна валь джамаа). Собрание ученых издало фетву, в которой заявлялось, что только те, кто придерживается калама (матуридиты и ашариты), принадлежит к четырём мазхабам и следует пути морального самосовершенствования, пропагандируемому выдающимися учителями, прежде всего суфийскими наставниками, являются истинными верующими.
Фетва охарактеризовала «секту салафитов» как «опасную и ошибочную современную секту», наряду с салафитскими джихадистскими организациями, такими как «Аль-Каида» и «Хизб ут-Тахрир».
Конференция также издала 2 дополнительных документа. В первом из них она призвала президента Владимира Путина запретить течение «салафизм» на территории Российской Федерации.

### Призывы запретить салафизм в Казахстане
В 2017 г. аким Актюбинской области Бердыбек Сапарбаев предложил официально запретить в Казахстане салафизм и изымать из обращения литературу с пропагандой салафитской идеологии.
Для борьбы с салафизмом власти Казахстана закрывают центры, где проповедовали салафиты (например, Саудовский культурный центр в Алма-Ате). С помощью богословов и психологов на призывных пунктах выявляют новобранцев, подвергшихся влиянию салафизма, осуществляют мониторинг более 10 тысяч веб-сайтов на содержание экстремистского характера и блокируют доступ к более сотни таких сайтов в Интернете. В 2007 г. сотрудники ДКНБ Карагандинской области задержали 4 приверженцев салафизма, которые на криминальной деятельности собирались зарабатывать деньги для проведения джихада. Но несмотря на всё это, официального запрета на деятельность салафитов нет, как и нет жёсткого контроля над салафизмом, как в Узбекистане и Таджикистане.
Духовное управление мусульман Казахстана не раз призывало к запрету салафизма на территории Казахстана. ДУМК инициировало внесение поправок в закон «О религии», чтобы запретить все исламские течения в Казахстане, кроме ханафитского мазхаба.

### Официальный запрет течения салафизм в Таджикистане
Верховный суд Таджикистана включил движение «Салафия (салафизм)» в список экстремистских организаций, её деятельность в Республике Таджикистан объявлена незаконной. Решением Верховного суда юридически оформлен запрет на ввоз и распространение литературы и других материалов, пропагандирующих идеи салафитских террористов, ограничен доступ к сайту салафитов.
Как пояснили в генпрокуратуре, «все причастные к этому экстремистскому движению будут преследоваться в уголовном порядке по статье 307 Уголовного кодекса республики, предусматривающей ответственность за призывы к насильственному изменению конституционного строя или покушению на территориальную целостность страны».
В генпрокуратуре Таджикистана подчеркнули, что «Салафия (салафизм)» — фундаменталистская секта в исламе, последователи которой выступают против внесения в ислам элементов других религий и философских течений.